# Reflector de señales

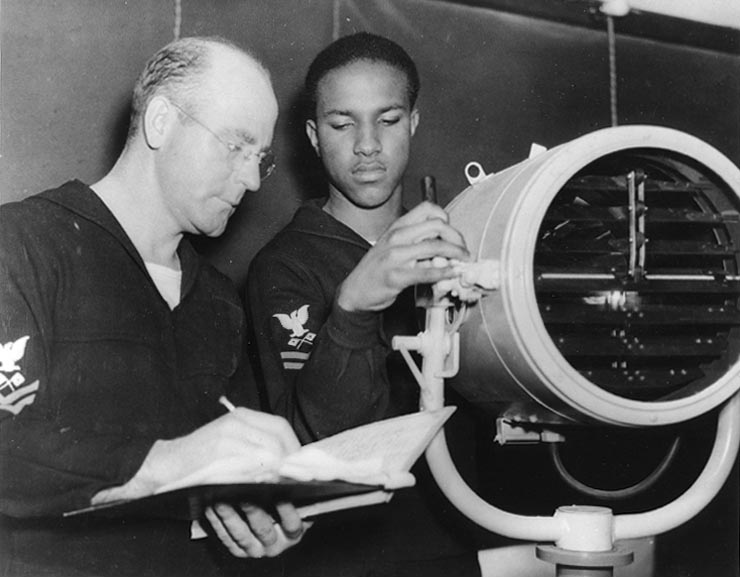
Reflector de señales utilizado durante la Segunda Guerra Mundial.

Un reflector de señales, proyector de señales o también llamado lámpara de Aldis, es un dispositivo que entrega una señal visual (comunicación óptica) generalmente utilizando código morse – es en esencia una lámpara enfocada que puede producir un impulso de luz. Su nombre es debido a su inventor Authur C W Aldis. Este pulso es generado por el abrir y cerrar de unas compuertas montadas en la parte frontal del reflector, ya sea a través de un interruptor de presión de accionamiento manual o, en versiones posteriores, de forma automática. Las luces por lo general cuentan con algún tipo de mira telescópica, y fueron más comúnmente utilizados en los buques de guerra y en las torres de control de los aeropuertos.

## Uso en la armada

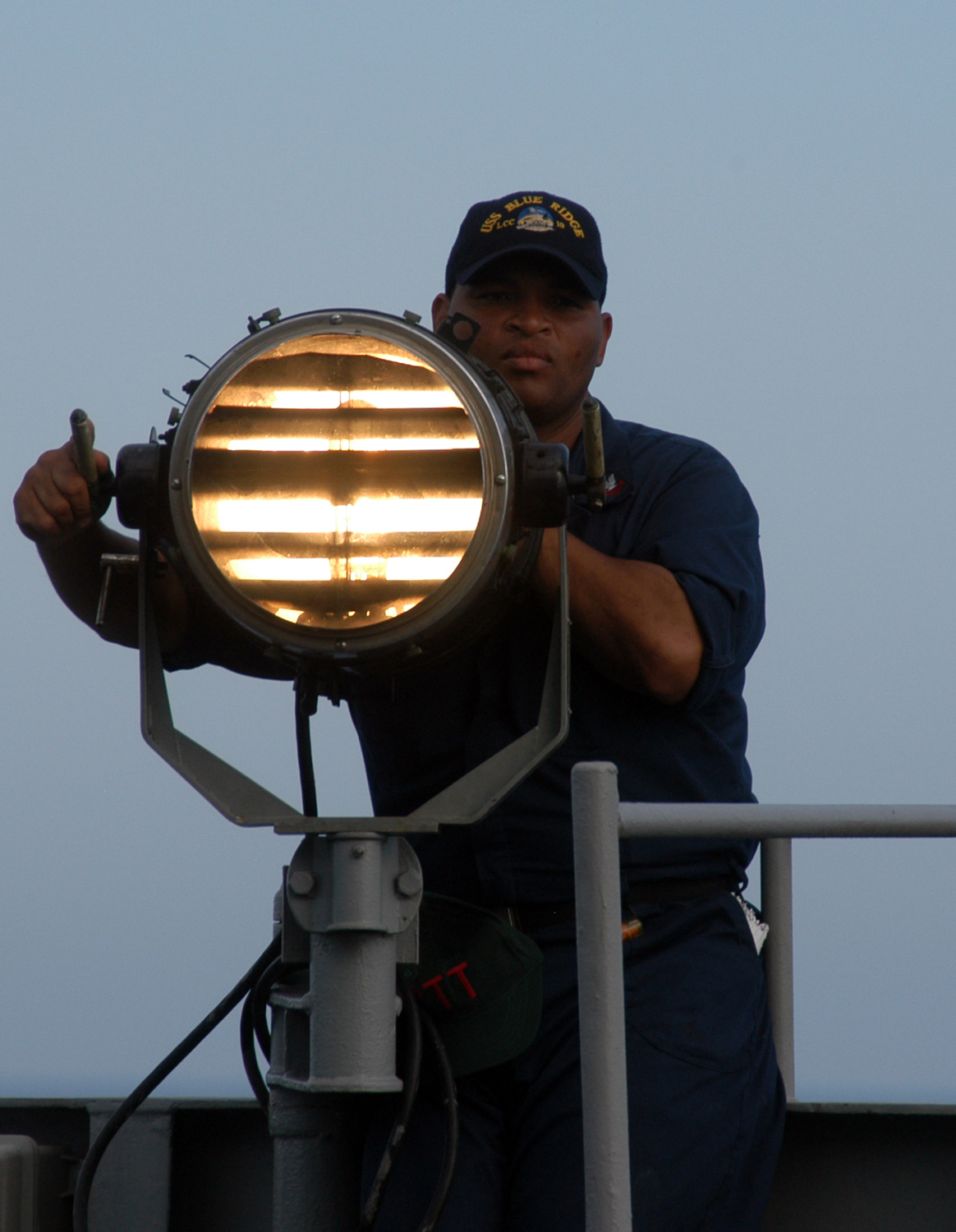
Marino de la armada estadounidense enviando señales de código morse a través de un reflector de señales.

El pionero en utilizar el proyector de Aldis fue la Marina Real británica a finales del siglo XIX, y se continúa usando actualmente en los buques de guerra. Ellos proveen una comunicación segura durante los periodos de silencio de radio y otros, y fueron particularmente empleados por los operativos de los convoyes durante la batalla del Atlántico. Existen varios tipos. Algunos fueron montados sobre el mástil de los buques, algunas versiones pequeñas ('La lámpara de Aldis ') y otras más poderosas fueron instaladas sobre pedestales. Las versiones más grandes utilizaban una
lámpara de carbón como su fuente de luz, con un diámetro de 20 pulgadas (50 cm). Podían usarse para enviar señales al horizonte, incluso en condiciones de sol brillante. Aunque originalmente se pensó que sólo era posible comunicarse por una línea de visión, en la práctica es posible iluminar nubes, tanto durante la noche y el día, lo que permite la comunicación más allá del horizonte. La velocidad máxima de transmisión posible mediante el uso de luces es de 14 palabras por minuto.
La idea de iluminar intermitentemente puntos y rayas con un proyector fue primeramente puesta en práctica por el capitán, y después vicealmirante, Philip Colomb en 1867. Su código original, que la armada utilizó por siete años, no era idéntico al alfabeto Morse pero este último fue finalmente adoptado con la adición de algunas señales extras. Las luces intermitentes fueron la segunda generación de señalización en la Armada Real. Después fue famosa la bandera de señales usada para difundir la reunión antes de la batalla de Trafalgar.
La Marina Real y de la OTAN emplean lámparas de señales cuando las comunicaciones por radio deben estar en silencio o electrónicamente «apagadas». Además, dada la prevalencia del equipo de visión nocturna en las fuerzas armadas de hoy en día, la señalización durante la noche se hace generalmente con luces que funcionan en el infrarrojo (IR del espectro), lo cual reduce la probabilidad que se detecten. Todas las fuerzas modernas han seguido este ejemplo debido a los avances tecnológicos en las comunicaciones digitales.

## Uso en el control de tráfico aéreo
En las torres de control de tráfico aéreo, las luces de señales se utilizan aún hoy en día, como un dispositivo de copia de seguridad en caso de un fallo completo de la radio de la aeronave. Las señales pueden ser de luz roja, verde o blanca, y constante o intermitente. Los mensajes se limitan a unas pocas instrucciones básicas (por ejemplo, «tierra», «detenerse», etc.) y no están destinados a ser utilizados para transmitir mensajes en código morse. Las aeronaves pueden reconocer las señales mediante el balanceo de sus alas o parpadeando las luces de aterrizaje.

## En la cultura popular
- 1970: Monty Python's Flying Circus temporada 2 episodio # 15 presentó un corto Julius Caesar sobre una lámpara de Aldis.
- 2009: In Gake no ue no Ponyo, un reconocido título de anime realizado por el estudio Ghibli, el protagonista en la orilla es visto conversando con su padre en un barco a través de código morse, transmitiendo la conversación mediante un reflector se señales.

## RMS Titanic
La noche del 14 de abril de 1912, el SS Californian utilizó este artefacto para enviar mensajes al Titanic, a lo cual no le respondieron y por ello no acudieron al rescate.